# Sens afférent
Sens afférent est un terme employé en anatomie et en physiologie pour déterminer l'orientation dans un des deux sens fonctionnels possibles d'un conduit (vaisseau ou canal) qui transporte un fluide ou d'une voie (nerf) qui transporte une information,.
Le sens afférent (du latin afferens, qui apporte) est celui qui va de l'extérieur vers le centre, vers la partie de référence, vers l'organe. Il est synonyme de sens centripète,. Il s'oppose au sens efférent (du latin efferens, qui emporte).
Le terme est donc employé dans ces domaines pour qualifier par exemple un vaisseau qui apporte un liquide à l'intérieur d'un organe (l'artère rénale qui apporte le sang au rein est afférente au rein au contraire de la veine rénale ou de l'uretère qui en sont efférentes), un nerf qui amène les influx nerveux à un organe ou à un centre nerveux (moelle épinière ou cerveau qui sont ici la partie de référence) comme les nerfs sensitifs.
Les vaisseaux lymphatiques peuvent être tour à tour afférents et efferents par rapport aux ganglions lymphatiques si l'on considère qu'un de ces vaisseaux arrive (afférent) dans un ganglion puis en repart (efférent).
Par extension le terme est employé en psychologie en parlant du sens d'un processus psychologique.